# Flughafen Taʿizz

i8
i11
i13
Der Flughafen Taʿizz (arabisch مطار تعز الدولي‏, englisch Ta'izz International Airport auch Flughafen Taiz Al Janad oder Flughafen Ganed, IATA-Code: TAI, ICAO-Code: OYTZ) ist der Flughafen der Stadt Taʿizz, Hauptstadt des Gouvernement Taʿizz im Jemen. Die ihm zugeordnete Stadt liegt etwa 18 Kilometer entfernt. Der Flughafen wird ausschließlich zivil genutzt.
Derzeit sind am Flughafen die beiden jemenitischen Fluggesellschaften Felix Airways und Yemenia aktiv, die neben Inlandszielen auch Ziele an der Westküste Afrikas und in Saudi-Arabien sowie darüber hinaus Kairo bedienen.

## Zwischenfälle
- Am 19. März 1969 stürzte eine Douglas DC-3/C-47A der Yemen Airlines (Luftfahrzeugkennzeichen 4W-AAS) kurz nach dem Start vom Flughafen Taʿizz ab. In etwa 200 Metern Höhe ging die Maschine in einen Sturzflug über, schlug auf dem Boden auf und explodierte. Bei der vorausgegangenen Reparatur war das Trimmruder der Höhenruder-Trimmung verkehrt herum angeschlossen worden, wodurch es zum Kontrollverlust kam. Alle 4 Besatzungsmitglieder, die einzigen Insassen, wurden getötet.[1]

- Am 13. Dezember 1973 wurde eine Douglas DC-3/C-47A-20-DK der Yemen Airlines (4W-ABR) auf dem Flughafen Taʿizz irreparabel beschädigt. Nähere Einzelheiten, auch über Personenschäden, sind nicht bekannt.[2]